# Любек (Західна Вірджинія)
Любек (англ. Lubeck) — переписна місцевість (CDP) в США, в окрузі Вуд штату Західна Вірджинія. Населення — 1309 осіб (2020).

## Географія
Любек розташований за координатами 39°13′49″ пн. ш. 81°36′45″ зх. д. / 39.23028° пн. ш. 81.61250° зх. д. (39.230247, -81.612429).  За даними Бюро перепису населення США в 2010 році переписна місцевість мала площу 11,03 км², з яких 11,02 км² — суходіл та 0,01 км² — водойми.

## Демографія
Згідно з переписом 2010 року, у переписній місцевості мешкало 1311 особа в 538 домогосподарствах у складі 400 родин. Густота населення становила 119 осіб/км².  Було 564 помешкання (51/км²).
Расовий склад населення:
| - 97,3 % — білих - 0,1 % — азіатів |

До двох чи більше рас належало 2,5 %. Частка іспаномовних становила 0,2 % від усіх жителів.
За віковим діапазоном населення розподілялося таким чином: 21,8 % — особи молодші 18 років, 60,1 % — особи у віці 18—64 років, 18,1 % — особи у віці 65 років та старші. Медіана віку мешканця становила 43,6 року. На 100 осіб жіночої статі у переписній місцевості припадало 92,5 чоловіків;  на 100 жінок у віці від 18 років та старших — 92,3 чоловіків також старших 18 років.
Середній дохід на одне домашнє господарство  становив 57 605 доларів США (медіана — 49 638), а середній дохід на одну сім'ю — 71 253 долари (медіана — 64 643). За межею бідності перебувало 9,7 % осіб, у тому числі 8,3 % дітей у віці до 18 років та 14,7 % осіб у віці 65 років та старших.
Цивільне працевлаштоване населення становило 549 осіб. Основні галузі зайнятості: роздрібна торгівля — 18,9 %, освіта, охорона здоров'я та соціальна допомога — 17,5 %, фінанси, страхування та нерухомість — 16,8 %.